# Ferruccio Novo
Ferruccio Novo (Torino, 22 marzo 1897 – Andora, 8 aprile 1974) è stato un imprenditore, dirigente sportivo e calciatore italiano.
Nel mondo del calcio è ricordato come Presidente del Torino dal 1939 al 1953 e capo della Commissione tecnica della Nazionale dal 1949 al 1950.

## Carriera

### Da calciatore a presidente del Torino
Titolare, insieme al fratello Mario, dell'azienda di famiglia, un'avviata fabbrica di accessori in cuoio per l'industria («le cinghie Antonio Novo – Torino») come molti giovani della borghesia piemontese studiò al Collegio San Giuseppe di Torino.
Da lì nacque la sua passione per il calcio (l'allora foot ball), tanto da riuscire a entrare nel 1913 come difensore nelle giovanili del Torino, senza comunque andare oltre la squadra riserve («Ero una schiappa» ricordava sorridendo).
Ma dai colori granata non riuscirà a staccarsi più: da sostenitore ne diviene consigliere fino ad arrivare nell'estate del 1939 alla presidenza dell'allora AC Torino, ricevendo l'investitura direttamente dall'ingegner Cuniberti, che era sì un buon presidente, ma non era riuscito a rilanciare una squadra sempre più oscurata dalle vittorie dei rivali cugini bianconeri. Aveva avuto però l'intuito di credere in Novo, che sarebbe stato l'uomo giusto per riportare agli allori quella squadra famosa allora per, e ormai era passato un decennio, il celebre trio Baloncieri, Libonatti e Rossetti.

### La costruzione del Grande Torino

Ferruccio Novo con Giuseppe Grezar.

Il fratello Mario si occupò a tempo pieno dell'azienda di famiglia e Ferruccio Novo poté così dedicarsi anima e corpo al Torino. L'essere nella società da molti anni gli aveva portato molta esperienza e grazie anche a Vittorio Pozzo, C.T. della Nazionale campione del mondo, ma che al Torino era rimasto legato, conobbe come sono organizzati managerialmente i club calcistici inglesi, ai quali Novo volle ispirarsi.
Ispirato dalla politica sportivo-imprenditoriale applicata con notevole successo da Edoardo Agnelli nella Juventus durante la prima metà degli anni 1930, attrezzò il Torino come un'azienda commerciale, senza il concorso di mecenati e senza rivoluzionarne i quadri; nacque così il Grande Torino. Fu un brillante parlatore, ma seppe anche ascoltare, anche se poi faceva sempre di testa sua. La sua linea direttiva fu "dolcemente" dittatoriale, ma si attornò di intelligenti collaboratori e consiglieri (molti già all'interno della società), che sapevano anche come "prenderlo". Primo su tutti l'amico Roberto Copernico, proprietario di un negozio di abbigliamento maschile a Torino, ma che conosceva bene il calcio. A livello tecnico, invece, il nome di Ernest Egri Erbstein fu molto legato alla futura realizzazione di quella squadra che tutto il mondo sportivo conoscerà come il Grande Torino.
Ma anche la collaborazione di Pozzo e di molti ex giocatori granata, legati dall'amore per quei colori, fu fondamentale per la campagna acquisti. Nei primi due anni della presidenza Novo il Torino finì rispettivamente al sesto e al settimo posto. Non certo grandi risultati, ma era già stato messo il primo mattone del Grande Torino. L'ex bandiera granata Antonio Janni, in quel periodo allenatore del Varese, segnalò al Torino un ragazzo diciottenne: Novo acquistò così, per una cifra modesta, l'attaccante Franco Ossola, il primo "pezzo" del futuro Grande Torino. Ma era nella campagna acquisti per il campionato 1941-42 che il presidente granata partì all'offensiva.
Arrivarono Romeo Menti (su consiglio di Ellena) dalla Fiorentina, dall'Inter il campione del mondo Pietro Ferraris e dalla sponda juventina ben tre giocatori: il portiere Bodoira e due centravanti Felice Borel e Guglielmo Gabetto, riguardo al quale la dirigenza bianconera si accorgerà presto di aver sbagliato i conti. Torinese, già vincitore di un titolo italiano con la maglia a strisce, i tecnici bianconeri lo diedero per finito a 25 anni; invece la carriera de il barone era appena cominciata.
Avevano invece ragione su Felice Borel che, anche a causa di un fastidio al ginocchio, era in fase calante. La partenza del Torino in quel campionato non era malaccio, ma un derby all'ottava giornata perso per 3-0 fu uno scossone. È qui che Borel si rivelò più utile al Torino da "tecnico" che da giocatore. Grazie a lui, Ellena e Copernico, Novo decise di "abbracciare" un nuovo "credo" calcistico d'invenzione britannica e illustrò lui stesso ai giocatori l'idea tecnica di passare dal "metodo" al "sistema". Una svolta che porterà anche a scontri e incomprensioni con Vittorio Pozzo, assiduo sostenitore del "metodo".
La tattica funzionò, il Torino a tre giornate dalla fine era solo al comando della classifica. Sulla strada granata, però, c'era il Venezia dei giovani Ezio Loik e Valentino Mazzola e lo scudetto era della Roma. Scottato dalla sconfitta, Novo acquistò, battendo la concorrenza bianconera, i due gioielli lagunari e il triestino Giuseppe Grezar. Erano soprattutto queste tre pedine che portarono nel 1942-43 a vincere, anche se all'ultima giornata dopo una lotta con il sorprendente Livorno, prima lo scudetto e poi la Coppa Italia.
Fu il primo campionato dell'era Novo e il Grande Torino non era neanche ancora del tutto formato. Ma la nuvola nera che incombeva da tre anni sull'Italia si trasformò in tempesta: era la guerra, la guerra civile.

### Il Campionato di guerra

Ferruccio Novo con Valentino Mazzola.

Caduto il Fascismo, con l'avanzata degli Americani nel Sud l'Italia è divisa in due. La guerra civile incombeva al Nord. Eppure i campionati di calcio, per salvare le apparenze, andarono avanti e, su decisione della Federazione, avevano un'organizzazione a gironi. I trasferimenti furono comunque difficoltosi, poiché i bombardamenti degli Alleati, interrompendo sovente i collegamenti ferroviari, costrinsero chi viaggiava ad affrontare lunghi percorsi a piedi.
Per evitare i rischi di chiamata alle armi, molte squadre si ingegnarono: con astuzie diplomatiche, assicurarono i propri campioni alle industrie più importanti del paese, facendoli passare come elementi indispensabili alla produzione dell'industria bellica nazionale, riuscendo a esentarli dall'impiego al fronte.
Se il calcio, per la gente comune, fosse stato un modo per evadere, anche se per poco, dagli enormi problemi che la guerra comportò, per i calciatori sarebbe stato un modo per salvare la pelle. Così, mentre la Juventus emigrò ad Alba e si abbinò alla Cisitalia, azienda automobilistica appartenente all'allora presidente bianconero Pietro Dusio, Novo trovò una collaborazione con la Fiat e riuscì a tenere unita la squadra, creando con i giocatori un rapporto di solidarietà (Novo pensò anche alle famiglie dei suoi uomini e alle loro necessità alimentari) che si tradurrà, a conflitto finito, in assoluta fedeltà alla "maglia" e devozione al presidente (Valentino Mazzola chiamerà il suo secondogenito col nome di battesimo di Ferruccio).
In quel campionato di guerra 1944 si aggregò alla squadra, in prestito dalla Lazio, Silvio Piola. Il Torino non vinse quel campionato sottovalutando i VV.F. dello Spezia. Campionato che poi la Federazione declasserà da campionato a semplice torneo: lo scudetto sarà riconosciuto a titolo onorifico nel 2002. A guerra finita, alla ripartenza dei campionati regolari, il Torino potrà fregiarsi del tricolore sulla maglia, come ultimo vincitore dello scudetto, quello del 1942-43. Di calcio giocato comunque non si parlerà più per quasi un anno e mezzo.

### Il completamento del Grande Torino nel dopoguerra
L'estate e l'autunno del 1945 furono un momento importante per la dirigenza Novo. Il presidente aveva fatto tesoro del campionato di guerra e alcuni giocatori avversari che vi avevano partecipato non erano passati inosservati. Il Grande Torino completò la sua ossatura con l'arrivo di Valerio Bacigalupo, Aldo Ballarin, Eusebio Castigliano, Mario Rigamonti e Virgilio Maroso. Romeo Menti rientrerà al Torino nel 1946-47. Con questa formazione Novo, dal 1945 al 1949, sbaragliò tutti i concorrenti e collezionò record su record e portò il Torino a essere conosciuto in tutto il mondo per l'estro e la fantasia di gioco.
Anche se con Pozzo i rapporti non erano idilliaci, c'era sempre rispetto tra i due, e la Nazionale fu farcita di giocatori del Toro fino ad arrivare a schierarne dieci nella formazione titolare.

### Il ruolo nella Commissione Tecnica Federale
Pozzo, però, continuò ad insistere sul "metodo": ma le contestazioni piovvero da più parti, e si acuirono dopo la sconfitta in casa contro l'Inghilterra per 0-4. Pozzo era ritenuto un uomo del passato, che aveva fatto il suo tempo. Venne sostituito proprio da Novo, che dal 1949, insieme ad Aldo Bardelli e Roberto Copernico fu parte della Commissione Tecnica Federale che allenò la Nazionale, carica che manterrà fino ai mondiali brasiliani del 1950. L'Italia, campione del mondo in carica, fu tra le favorite, ma non superò il girone eliminatorio.

### La tragedia di Superga
Il 4 maggio 1949 l'intera squadra del Torino, di ritorno dal Portogallo si schiantò, in aereo, su Superga. Il Grande Torino e tre quarti della Nazionale non c'erano più. Novo volle ricostruire la squadra: ricevette molte promesse di aiuto, che rimasero deluse. Non riuscendo nell'impossibile impresa di ricostruire una squadra degna del Grande Torino, si dimise nel 1953.
La perdita poi del fratello Mario e della moglie furono colpi tremendi e ne minarono la salute. Si spense ad Andora, sulla riviera ligure, dove si era ritirato, l'8 aprile 1974.

## Onorificenze
- Stella d'oro al Merito Sportivo 1968

## Nella cultura di massa
Ferruccio Novo è stato interpretato dall'attore Remo Girone nella miniserie TV Il Grande Torino.